# Assedio di Kōzuki
L'assedio del castello di Kōzuki (上月城の戦い?, Kōzuki-jō no Tatakai) si può dividere in due eventi successivi avvenuti nel 1577 e nel 1578.
La conquista del Giappone di Oda Nobunaga si era spostata nella regione di Chūgoku e per questo nel 1577 spedì Hashiba Hideyoshi con un'armata di circa 10 000 ad assediare il castello di Kōzuki. Nobunaga nella zona trovò come sostenitore Amago Katsuhisa della famiglia Amago, che da molti anni si opponeva al clan Mōri.
Akamatsu Masanori, signore del castello e leale ai Mōri, si rifiutò di sottomettersi agli Oda e così in dicembre iniziò l'assedio. Il clan Ukita, anch'esso leale dei Mōri, cercò di raggiungere il castello per aiutare Masanori ma fu intercettato e respinto. Hideyoshi quindi chiese la resa del castello. Quando questa fu rifiutata ordinò un assalto totale. Il castello fu preso d'assalto con molte perdite di vite umane e Masanori si suicidò. Quando gli stendardi dell'esercito degli Oda furono sollevati sopra le mura del castello circa 1 000 difensori erano morti. All'indomani della capitolazione il castello fu consegnato agli Amago. Secondo alcune fonti le forze di Hideyoshi erano così intimidatorie che gli stessi difensori del castello uccisero il loro signore, Masanori, e presentarono la sua testa a Hideyoshi mentre lo pregavano per avere pietà. Hideyoshi quindi mandò la testa a Nobunaga per l'ispezione e crocifisse i restanti difensori di Kôzuki, probabilmente per un desiderio di accrescere il favore di Nobunaga.
L'anno successivo, nel 1578, l'esercito di Mōri Terumoto attaccò e riconquistò il castello di Kōzuki con un'imponente armata. Quando il castello cadde Katsuhisa commise seppuku. Yamanaka Yukimori, leale ed eroico generale degli Amago, fu catturato e giustiziato.
Si crede comunemente in Giappone che Yukimori "abbia venduto" la vita di Katsuhisa per la sicurezza dei suoi stessi uomini.
Le forze dei Mōri erano così numericamente numerose che la vittoria era impossibile. Yukimori quindi inviò un messaggio ai generali dei Mōri per arrendersi e offrendo il suicidio rituale del suo maestro. L'offerta fu accettata, Katsuhisa si suicidò e le sue forze si arresero.
Quello che è successo esattamente a Yukimori dopo la battaglia non è chiaro. Anche se alcune fonti dicono che morì nella battaglia, altri affermano che divenne un vassallo del signore nemico, Mōri Terumoto, ma fu assassinato su ordine di quest'ultimo (assieme alla sua nuova moglie).
Amago Katsuhisa, vassallo degli Oda, sebbene fosse un membro della classe dei samurai, non era particolarmente esperto o addestrato per la guerra. Oda Nobunaga era a corto di signori con esperienza di battaglia per mantenere i suoi territori così vasti, così Katsuhisa fu chiamato a Kōzuki da Kyoto, dove stava studiando per diventare un monaco buddista. Katsuhisa era molto giovane, poco più che ventenne, quando morì. Una pietra commemorativa si trova nei pressi del luogo dove si tolse la vita, assieme a iscrizioni buddiste.